# Diskografie Jasona Derulo
Toto je seznam doposud vydané diskografie amerického hip hopového zpěváka Jasona Derulo.

## Alba

### Studiová alba
| Název                                                                       | Detaily o albu                                                                       | Umístění v hitparádách | Umístění v hitparádách | Umístění v hitparádách | Umístění v hitparádách | Umístění v hitparádách | Umístění v hitparádách | Umístění v hitparádách | Umístění v hitparádách | Umístění v hitparádách | Umístění v hitparádách | Prodeje        | Certifikace |
| Název                                                                       | Detaily o albu                                                                       | US                     | AUS                    | AUT                    | CAN                    | GER                    | IRL                    | NZ                     | SWE                    | SWI                    | UK                     | Prodeje        | Certifikace |
| --------------------------------------------------------------------------- | ------------------------------------------------------------------------------------ | ---------------------- | ---------------------- | ---------------------- | ---------------------- | ---------------------- | ---------------------- | ---------------------- | ---------------------- | ---------------------- | ---------------------- | -------------- | --- |
| Jason Derulo                                                                | - Vydáno: 2. března 2010 (USA) - Vydavatelství: Beluga Heights, Warner Bros., Asylum | 11                     | 4                      | 23                     | 9                      | 49                     | 10                     | 5                      | 59                     | 13                     | 8                      | - USA: 315 000 | - RIAA: platinová deska - ARIA: platinová deska - BPI: platinová deska - GLF: platinová deska - IRMA: zlatá deska - MC: platinová deska |
| Future History                                                              | - Vydáno: 16. září 2011 (USA) - Vydavatelství: Beluga Heights, Warner Bros.          | 29                     | 9                      | 38                     | 54                     | 32                     | 18                     | 6                      | —                      | 20                     | 7                      | - USA: 74 000  | - RIAA: zlatá deska - ARIA: zlatá deska - BPI: zlatá deska - MC: zlatá deska                                                            |
| Tattoos                                                                     | - Vydáno: 20. září 2013 (VB) - Vydavatelství: Beluga Heights, Warner Bros.           | —                      | 5                      | 29                     | —                      | 25                     | 14                     | 10                     | 7                      | 13                     | 5                      |                | - ARIA: zlatá deska - BPI: zlatá deska - GLF: zlatá deska - MC: platinová deska                                                         |
| Everything Is 4                                                             | - Vydáno: 2. června 2015 (USA) - Vydavatelství: Beluga Heights, Warner Bros.         | 4                      | 12                     | 33                     | 10                     | 23                     | 30                     | 20                     | 3                      | 13                     | 16                     | - USA: 80 000  | - RIAA: zlatá deska - BPI: stříbrná deska - GLF: zlatá deska - MC: platinová deska                                                      |
| „—“ značí alba, která nebyla umístěna v hitparádách nebo vydána v dané zemi |                                                                                      |                        |                        |                        |                        |                        |                        |                        |                        |                        |                        |                | |

### Znovu vydaná alba
| Název      | Detaily o albu                                                               | Umístění v hitparádách | Prodeje        | Certifikace             |
| Název      | Detaily o albu                                                               | US                     | Prodeje        | Certifikace             |
| ---------- | ---------------------------------------------------------------------------- | ---------------------- | -------------- | ----------------------- |
| Talk Dirty | - Vydáno: 15. dubna 2014 (USA) - Vydavatelství: Beluga Heights, Warner Bros. | 4                      | - USA: 245 000 | - RIAA: platinová deska |

### Kompilační alba
| Název                                                                       | Detaily o albu                                                                  | Umístění v hitparádách | Umístění v hitparádách | Umístění v hitparádách | Umístění v hitparádách | Certifikace            |
| Název                                                                       | Detaily o albu                                                                  | US                     | AUS                    | IRL                    | UK                     | Certifikace            |
| --------------------------------------------------------------------------- | ------------------------------------------------------------------------------- | ---------------------- | ---------------------- | ---------------------- | ---------------------- | ---------------------- |
| Reloaded                                                                    | - Vydáno: 16. prosince 2011 (USA) - Vydavatelství: Beluga Heights, Warner Bros. | —                      | —                      | —                      | —                      |                        |
| Platinum Hits                                                               | - Vydáno: 29. července 2016 - Vydavatelství: Beluga Heights, Warner Bros.       | 68                     | 45                     | 43                     | 46                     | - BPI: platinová deska |
| „—“ značí alba, která nebyla umístěna v hitparádách nebo vydána v dané zemi |                                                                                 |                        |                        |                        |                        |                        |

## Extended play
| Název                              | Detaily o EP                                                                         |
| ---------------------------------- | ------------------------------------------------------------------------------------ |
| Jason Derulo: Special Edition - EP | - Vydáno: 1. července 2011 (USA) - Vydavatelství: Warner Bros. - Formáty: ke stažení |
| Tattoos                            | - Vydáno: 24. září 2013 (USA) - Vydavatelství: Warner Bros. - Formáty: ke stažení    |
| Talk Dirty                         | - Vydáno: 21. dubna 2014 (FRA) - Vydavatelství: Warner Bros. - Formáty: ke stažení   |

## Singly

### Vedoucí umělec
| Název                                                                                   | Rok  | Umístění v hitparádách | Umístění v hitparádách | Umístění v hitparádách | Umístění v hitparádách | Umístění v hitparádách | Umístění v hitparádách | Umístění v hitparádách | Umístění v hitparádách | Umístění v hitparádách | Umístění v hitparádách | Ocenění | Album                               |
| Název                                                                                   | Rok  | USA                    | AUS                    | AUT                    | CAN                    | GER                    | IRL                    | NZ                     | SWE                    | SWI                    | UK                     | Ocenění | Album                               |
| --------------------------------------------------------------------------------------- | ---- | ---------------------- | ---------------------- | ---------------------- | ---------------------- | ---------------------- | ---------------------- | ---------------------- | ---------------------- | ---------------------- | ---------------------- | --- | ----------------------------------- |
| „Whatcha Say“                                                                           | 2009 | 1                      | 5                      | 9                      | 3                      | 7                      | 5                      | 1                      | 4                      | 5                      | 3                      | - RIAA: 4x platinové - ARIA: 4x platinové - BPI: zlaté - BVMI: zlaté - IFPI Rakousko: zlaté - MC: 2x platinové - RMNZ: 2x platinové                                                               | Jason Derulo                        |
| „In My Head“                                                                            | 2009 | 5                      | 1                      | 15                     | 2                      | 9                      | 3                      | 2                      | 13                     | 20                     | 1                      | - RIAA: 2x platinové - ARIA: 7x platinové - BPI: zlaté - BVMI: zlaté - IFPI Rakousko: zlaté - MC: 2x platinové - RMNZ: platinové                                                                  | Jason Derulo                        |
| „Ridin' Solo“                                                                           | 2010 | 9                      | 4                      | 36                     | 19                     | 24                     | 4                      | 12                     | —                      | 45                     | 2                      | - RIAA: 3x platinové - ARIA: 3x platinové - BPI: zlaté - MC: platinové - RMNZ: zlaté | Jason Derulo                        |
| „What If“                                                                               | 2010 | 76                     | 32                     | 35                     | —                      | 48                     | 16                     | 27                     | —                      | —                      | 12                     | - BPI: stříbrné | Jason Derulo                        |
| „The Sky's the Limit“                                                                   | 2010 | —                      | 22                     | —                      | —                      | —                      | —                      | 31                     | —                      | —                      | 68                     | | Jason Derulo                        |
| „Don't Wanna Go Home“                                                                   | 2011 | 14                     | 5                      | 8                      | 8                      | 11                     | 8                      | 17                     | 37                     | 18                     | 1                      | - RIAA: platinové - ARIA: 5x platinové - BPI: zlaté - BVMI: zlaté - IFPI Rakousko: zlaté - IFPI Švédsko: zlaté - MC: platinové                                                                    | Future History                      |
| „It Girl“                                                                               | 2011 | 17                     | 3                      | 34                     | 34                     | 23                     | 3                      | 3                      | 35                     | 30                     | 4                      | - RIAA: platinové - ARIA: 6x platinové - BPI: stříbrné - RMNZ: zlaté | Future History                      |
| „Breathing“                                                                             | 2011 | —                      | 9                      | 8                      | —                      | 5                      | 19                     | 28                     | —                      | 7                      | 25                     | - ARIA: 5x platinové - BVMI: zlaté - IFPI Rakousko: zlaté - IFPI Švédsko: zlaté | Future History                      |
| „Fight for You“                                                                         | 2011 | 83                     | 5                      | —                      | —                      | —                      | 28                     | —                      | —                      | —                      | 15                     | - ARIA: 2x platinové | Future History                      |
| „Undefeate“                                                                             | 2012 | 90                     | 14                     | —                      | —                      | —                      | 35                     | 26                     | —                      | —                      | —                      | - ARIA: zlaté | Future History                      |
| „Pick Up the Pieces“                                                                    | 2012 | —                      | 37                     | —                      | —                      | —                      | —                      | —                      | —                      | —                      | —                      | | Future History                      |
| „The Other Side“                                                                        | 2013 | 18                     | 4                      | 30                     | 5                      | 35                     | 4                      | 12                     | 49                     | 19                     | 2                      | - RIAA: platinové - ARIA: 2x platinové - BPI: zlaté - IFPI Švédsko: zlaté - MC: platinové - RMNZ: zlaté                                                                                           | Tattoos a Talk Dirty                |
| „Talk Dirty“ (ft. 2 Chainz)                                                             | 2013 | 3                      | 1                      | 4                      | 3                      | 1                      | 2                      | 2                      | 5                      | 4                      | 1                      | - RIAA: 4x platinové - ARIA: 4x platinové - BPI: platinové - BVMI: platinové - IFPI Rakousko: zlaté - IFPI Švédsko: 2x platinové - IFPI Švýcarsko: platinové - MC: 4x platinové - RMNZ: platinové | Tattoos a Talk Dirty                |
| „Marry Me“                                                                              | 2013 | 26                     | 8                      | 27                     | 37                     | 57                     | —                      | 14                     | —                      | 40                     | 52                     | - RIAA: platinové - ARIA: platinové - MC: zlaté | Tattoos a Talk Dirty                |
| „Trumpets“                                                                              | 2013 | 14                     | 1                      | 33                     | 38                     | 30                     | 5                      | 3                      | 25                     | 43                     | 4                      | - RIAA: 2x platinové - ARIA: 4x platinové - BPI: platinové - BVMI: zlaté - IFPI Švýcarsko: platinové - MC: platinové - RMNZ: platinové                                                            | Tattoos a Talk Dirty                |
| „Stupid Love“                                                                           | 2014 | —                      | 17                     | —                      | —                      | —                      | 95                     | —                      | —                      | —                      | 54                     | - ARIA: zlaté | Tattoos a Talk Dirty                |
| „Wiggle“ (ft. Snoop Dogg)                                                               | 2014 | 5                      | 3                      | 4                      | 14                     | 6                      | 9                      | 9                      | 5                      | 8                      | 8                      | - RIAA: 2x platinové - ARIA: 2x platinové - BPI: zlaté - BVMI: zlaté - IFPI Rakousko: zlaté - IFPI Švýcarsko: zlaté - RMNZ: zlaté                                                                 | Tattoos a Talk Dirty                |
| „Bubblegum“ (ft. Tyga)                                                                  | 2014 | —                      | 38                     | —                      | —                      | —                      | —                      | —                      | —                      | —                      | —                      | | Tattoos a Talk Dirty                |
| „Want to Want Me“                                                                       | 2015 | 5                      | 4                      | 1                      | 5                      | 2                      | 4                      | 3                      | 13                     | 3                      | 1                      | - RIAA: 3x platinové - ARIA: 2x platinové - BPI: 2x platinové - BVMI: platinové - IFPI Rakousko: zlaté - IFPI Švýcarsko: platinové - MC: zlaté - RMNZ: platinové                                  | Everything Is 4                     |
| „Cheyenne“                                                                              | 2015 | 66                     | 25                     | —                      | 42                     | —                      | 85                     | —                      | —                      | —                      | 184                    | - ARIA: zlaté | Everything Is 4                     |
| „Try Me“ (ft. Jennifer Lopez a Matoma)                                                  | 2015 | —                      | —                      | 22                     | —                      | 39                     | —                      | —                      | 35                     | —                      | 113                    | | Everything Is 4                     |
| „Get Ugly“                                                                              | 2015 | 52                     | 77                     | —                      | 65                     | 38                     | 28                     | —                      | —                      | —                      | 12                     | - RIAA: zlaté - BPI: zlaté | Everything Is 4                     |
| „If It Ain't Love“                                                                      | 2016 | 67                     | 34                     | —                      | 37                     | 80                     | 35                     | —                      | 44                     | 58                     | 49                     | | Singl bez alb                       |
| „Swalla“ (ft. Nicki Minaj a Ty Dolla $ign)                                              | 2017 | 29                     | 17                     | 9                      | 15                     | 4                      | 9                      | 7                      | 8                      | 14                     | 6                      | - RIAA: zlaté - ARIA: platinové - BPI: platinové - BVMI: platinové - MC: 2x platinové - RMNZ: platinové                                                                                           | Nu King                             |
| "If I'm Lucky"                                                                          | 2017 | —                      | 59                     | 39                     | 75                     | 31                     | 45                     | —                      | 54                     | 77                     | 28                     | - BPI: stříbrné - BVMI: zlaté - RMNZ: zlaté | Singl bez alb                       |
| "Tip Toe" (feat. French Montana)                                                        | 2017 | —                      | 81                     | 25                     | 39                     | 11                     | 12                     | —                      | 66                     | 22                     | 5                      | - RIAA: zlaté - ARIA: zlaté - BPI: platinové - BVMI: platinové - IFPI AUT: platinové - MC: 2× platinové - RMNZ: platinové                                                                         | Nu King                             |
| "Colors" (sólo nebo s Maluma)                                                           | 2018 | —                      | —                      | 57                     | —                      | 47                     | 44                     | —                      | —                      | 63                     | 64                     | - BPI: stříbrné | 2018 FIFA World Cup Official Anthem |
| "Goodbye" (s David Guetta feat. Nicki Minaj a Willy William)                            | 2018 | —                      | 33                     | 57                     | 68                     | 47                     | 21                     | —                      | 16                     | 50                     | 26                     | - BPI: zlaté - ARIA: platinové - IFPI AUT: zlaté - MC: platinové - RMNZ: zlaté | 7                                   |
| "Make Up" (s Vice feat. Ava Max)                                                        | 2018 | —                      | —                      | —                      | —                      | —                      | —                      | —                      | —                      | —                      | —                      | | Singly bez alb                      |
| "Let's Shut Up & Dance" (s Lay a NCT 127)                                               | 2019 | —                      | —                      | —                      | —                      | —                      | —                      | —                      | —                      | —                      | —                      | | Singly bez alb                      |
| "Mamacita" (feat. Farruko)                                                              | 2019 | —                      | —                      | —                      | —                      | —                      | —                      | —                      | —                      | —                      | —                      | | Singly bez alb                      |
| "Too Hot"                                                                               | 2019 | —                      | —                      | —                      | —                      | —                      | —                      | —                      | —                      | —                      | —                      | | Singly bez alb                      |
| "Savage Love (Laxed – Siren Beat)" (s Jawsh 685)                                        | 2020 | 1                      | 1                      | 1                      | 1                      | 1                      | 1                      | 1                      | 1                      | 1                      | 1                      | - RIAA: 4× platinové - ARIA: 5× platinové - BPI: 2× platinové - BVMI: 2× platinové - GLF: 2× platinové - IFPI AUT: 3× platinové - IFPI SWI: 2× platinové - MC: 4× platinové - RMNZ: 5× platinové  | Singly bez alb                      |
| "Coño" (s Puri a Jhorrmountain)                                                         | 2020 | —                      | —                      | 42                     | —                      | 47                     | 82                     | —                      | —                      | 74                     | 55                     | - BPI: stříbrné - IFPI AUT: zlaté - MC: zlaté | Singly bez alb                      |
| "Don't Cry for Me" (s Alok a Martin Jensen)                                             | 2020 | —                      | —                      | —                      | —                      | —                      | —                      | —                      | 91                     | 90                     | —                      | | Singly bez alb                      |
| "Take You Dancing"                                                                      | 2020 | 57                     | 10                     | 12                     | 49                     | 15                     | 7                      | 13                     | 26                     | 11                     | 7                      | - RIAA: platinové - ARIA: 4× platinové - BPI: platinové - BVMI: platinové - IFPI AUT: 2× platinové - MC: 4× platinové - RMNZ: 2× platinové                                                        | Nu King                             |
| "Love Not War (The Tampa Beat)" (s Nuka)                                                | 2020 | —                      | 49                     | 14                     | 92                     | 9                      | 43                     | —                      | 97                     | 5                      | 26                     | - ARIA: platinové - BPI: stříbrné - BVMI: platinové - IFPI AUT: 2× platinové - IFPI SWI: platinové - MC: platinové - RMNZ: zlaté                                                                  | Nu King                             |
| "Lifestyle" (feat. Adam Levine)                                                         | 2021 | 71                     | —                      | —                      | 54                     | —                      | 92                     | —                      | 74                     | 66                     | 70                     | - MC: platinové | Nu King                             |
| "Jalebi Baby" (Remix) (with Tesher)                                                     | 2021 | —                      | —                      | 73                     | 36                     | 81                     | —                      | —                      | —                      | 71                     | —                      | - MC: 2× platinové | Nu King                             |
| "Acapulco"                                                                              | 2021 | —                      | 30                     | 9                      | 54                     | 18                     | 51                     | —                      | —                      | 27                     | 65                     | - ARIA: platinové - BPI: stříbrné - BVMI: platinové - IFPI AUT: 3× platinové - MC: 2× platinové - RMNZ: zlaté                                                                                     | Nu King                             |
| "Ayo Girl (Fayahh Beat)" (s Robinson feat. Rema)                                        | 2022 | —                      | —                      | —                      | —                      | —                      | —                      | —                      | —                      | —                      | —                      | | Nu King                             |
| "Slidin'" (feat. Kodak Black)                                                           | 2022 | —                      | —                      | —                      | —                      | —                      | —                      | —                      | —                      | —                      | —                      | | Singly bez alb                      |
| "No No No" (s Tayc)                                                                     | 2022 | —                      | —                      | —                      | —                      | —                      | —                      | —                      | —                      | —                      | —                      | | Singly bez alb                      |
| "Never Let You Go" (se Shouse)                                                          | 2022 | —                      | —                      | —                      | —                      | —                      | —                      | —                      | —                      | —                      | —                      | | Singly bez alb                      |
| "Saturday/Sunday" (s David Guetta)                                                      | 2023 | —                      | —                      | —                      | —                      | —                      | —                      | —                      | —                      | —                      | —                      | | Singly bez alb                      |
| "It's Your Thing"                                                                       | 2023 | —                      | —                      | —                      | —                      | —                      | —                      | —                      | —                      | —                      | —                      | | Spinning Gold                       |
| "Ta Ta Ta" (s Bayanni)                                                                  | 2023 | —                      | —                      | —                      | —                      | —                      | —                      | —                      | —                      | —                      | —                      | | Singly bez alb                      |
| "Glad U Came"                                                                           | 2023 | —                      | —                      | —                      | —                      | —                      | —                      | —                      | —                      | —                      | —                      | | Singly bez alb                      |
| "When Love Sucks" (feat. Dido)                                                          | 2023 | —                      | —                      | —                      | —                      | —                      | —                      | —                      | —                      | —                      | —                      | | Nu King                             |
| "Slow Low"                                                                              | 2023 | —                      | —                      | —                      | —                      | —                      | —                      | —                      | —                      | —                      | —                      | | Nu King                             |
| "Body Count"                                                                            | 2023 | —                      | —                      | —                      | —                      | —                      | —                      | —                      | —                      | —                      | —                      | | Singl bez alb                       |
| "Hands on Me" (feat. Meghan Trainor)                                                    | 2023 | —                      | —                      | —                      | —                      | —                      | —                      | —                      | —                      | —                      | —                      | | Nu King                             |
| "Closer to Christmas"                                                                   | 2023 | —                      | —                      | —                      | —                      | 70                     | —                      | —                      | —                      | —                      | —                      | | Singl bez alb                       |
| "Il Y A" (s Amir)                                                                       | 2023 | —                      | —                      | —                      | —                      | —                      | —                      | —                      | —                      | —                      | —                      | | bude oznámeno                       |
| "Spicy Margarita" (s Michael Bublé nebo feat. María Becerra)                            | 2024 | —                      | —                      | —                      | —                      | —                      | —                      | —                      | —                      | —                      | 80                     | | Nu King                             |
| "Animal" (s R3hab)                                                                      | 2024 | —                      | —                      | —                      | —                      | —                      | —                      | —                      | —                      | —                      | —                      | | Singl bez alb                       |
| "Bumpa" (s King)                                                                        | 2024 | —                      | —                      | —                      | —                      | —                      | —                      | —                      | —                      | —                      | —                      | | bude oznámeno                       |
| "From the Islands" (s фрози (Frozy) a Tomo)                                             | 2024 | —                      | —                      | —                      | —                      | —                      | —                      | —                      | —                      | —                      | —                      | | Singly bez alb                      |
| "Morning" (s Cheat Codes feat. De La Ghetto a Galantis)                                 | 2024 | —                      | —                      | —                      | —                      | —                      | —                      | —                      | —                      | —                      | —                      | | Singly bez alb                      |
| "Tonight (D.I.Y.A)" (s Jax Jones a Joel Corry)                                          | 2024 | —                      | —                      | —                      | —                      | —                      | —                      | —                      | —                      | —                      | —                      | | bude oznámeno                       |
| "Make Me Happy" (s Jawsh 685)                                                           | 2024 | —                      | —                      | —                      | —                      | —                      | —                      | —                      | —                      | —                      | —                      | | bude oznámeno                       |
| "Snake" (s Nora Fatehi)                                                                 | 2025 | —                      | —                      | —                      | —                      | —                      | —                      | —                      | —                      | —                      | —                      | | bude oznámeno                       |
| "—" značí, že se nahrávka neumístila v hitparádách nebo v tomto území ani nebyla vydána |      |                        |                        |                        |                        |                        |                        |                        |                        |                        |                        | |                                     |

### Spolu umělec
| Název                                                                                   | Rok  | Umístění v hitparádách | Umístění v hitparádách | Umístění v hitparádách | Album                    |
| Název                                                                                   | Rok  | USA                    | AUS                    | UK                     | Album                    |
| --------------------------------------------------------------------------------------- | ---- | ---------------------- | ---------------------- | ---------------------- | ------------------------ |
| „Text“ (Mann ft. Jason Derulo)                                                          | 2010 | —                      | —                      | —                      | Mann's World             |
| „Take You Anywhere“ (Shortyo ft. Jason Derulo)                                          | 2010 | —                      | —                      | —                      | Father Forgive Me        |
| „Coming Home“ (Pixie Lott ft. Jason Derulo)                                             | 2010 | —                      | —                      | 51                     | Turn It Up Louder        |
| „Test Drive“ (Jin Akanishi ft. Jason Derulo)                                            | 2011 | —                      | —                      | —                      | Singly bez alb           |
| „Make a Move“ (Tiffany Queen ft. Jason Derulo)                                          | 2013 | —                      | —                      | —                      | Singly bez alb           |
| „This Is How We Roll“ (Remix) (Florida Georgia Line ft. Jason Derulo a Luke Bryan)      | 2014 | 15                     | —                      | —                      | Here's to the Good Times |
| „Chingalinga“ (Alyxx Dione ft. Jason Derulo)                                            | 2015 | —                      | —                      | —                      | Singl bez alb            |
| „Follow Me“ (Hardwell ft. Jason Derulo)                                                 | 2015 | —                      | 26                     | —                      | United We Are            |
| „Drive You Crazy“ (Pitbull ft. Jason Derulo a Juicy J)                                  | 2015 | —                      | —                      | —                      | Globalization            |
| „Secret Love Song“ (Little Mix ft. Jason Derulo)                                        | 2016 | —                      | 16                     | 6                      | Get Weird                |
| „Hello Friday“ (Flo Rida ft. Jason Derulo)                                              | 2016 | 79                     | 36                     | 198                    | The Perfect 10           |
| „Hands“ (různí umělci pro Orlando)                                                      | 2016 | —                      | —                      | —                      | —                        |
| „Educate Ya“ (Pitbull ft. Jason Derulo)                                                 | 2017 | —                      | —                      | —                      | Climate Change           |
| "—" značí, že se nahrávka neumístila v hitparádách nebo v tomto území ani nebyla vydána |      |                        |                        |                        |                          |

### Promo singly
| Název                                                                                   | Rok  | Umístění v hitparádách | Umístění v hitparádách | Umístění v hitparádách | Album          |
| Název                                                                                   | Rok  | NLD                    | NZ                     | UK                     | Album          |
| --------------------------------------------------------------------------------------- | ---- | ---------------------- | ---------------------- | ---------------------- | -------------- |
| „That's My Shhh“                                                                        | 2011 | —                      | —                      | —                      | Future History |
| „Make It Up as We Go“                                                                   | 2011 | —                      | —                      | —                      | Future History |
| „Cyberlove“ (ft. Mims)                                                                  | 2013 | —                      | —                      | —                      | Singly bez alb |
| „Naked“                                                                                 | 2016 | —                      | —                      | —                      | Singly bez alb |
| "—" značí, že se nahrávka neumístila v hitparádách nebo v tomto území ani nebyla vydána |      |                        |                        |                        |                |

## Další umístěné písně
| Název                                                                                   | Rok  | Umístění v hitparádách | Umístění v hitparádách | Umístění v hitparádách | Album   |
| Název                                                                                   | Rok  | GER                    | SWI                    | UK                     | Album   |
| --------------------------------------------------------------------------------------- | ---- | ---------------------- | ---------------------- | ---------------------- | ------- |
| „Fire“ (ft. Pitbull)                                                                    | 2013 | 91                     | 73                     | 162                    | Tattoos |
| "—" značí, že se nahrávka neumístila v hitparádách nebo v tomto území ani nebyla vydána |      |                        |                        |                        |         |

## Spolu umělec
| Název                                              | Rok  | Hlavní umělec | Album                      |
| -------------------------------------------------- | ---- | ------------- | -------------------------- |
| „Bossy“                                            | 2007 | Birdman       | 5 * Stunna                 |
| „My Life“                                          | 2007 | Pitbull       | The Boatlift               |
| „Coming Home“                                      | 2010 | Pixie Lott    | Turn It Up Louder          |
| „Together“                                         | 2011 | Demi Lovato   | Unbroken                   |
| „That Ohh Ohh“                                     | 2012 | Shortyo       | Father Forgive Me          |
| „Can You Feel the Love Tonight“ / „Circle of Life“ | 2015 | Various       | We Love Disney             |
| „If I Ever Fall in Love“                           | 2015 | Pentatonix    | Pentatonix                 |
| „Make the Bed“                                     | 2016 | K. Michelle   | More Issues Than Vogue1992 |
| „"Baby You“                                        | 2016 | Game          | 1992                       |

## Videoklipy

### Vedoucí umělec
| Název                                      | Rok  | Režisér                      |
| ------------------------------------------ | ---- | ---------------------------- |
| „Whatcha Say“                              | 2009 | Bernard Gourley              |
| „In My Head“                               | 2010 | Kai Crawford                 |
| „Ridin' Solo“                              | 2010 | Scott Speer                  |
| „What If“                                  | 2010 | Ethan Lader                  |
| „The Sky's the Limit“                      | 2010 | Kevin Shulman                |
| „Don't Wanna Go Home“                      | 2011 | Rich Lee                     |
| „It Girl“                                  | 2011 | Colin Tilley                 |
| „Breathing“                                | 2011 | Colin Tilley                 |
| „Fight for You“                            | 2011 | Colin Tilley                 |
| „The Other Side“                           | 2013 | Colin Tilley                 |
| „Talk Dirty“ (ft. 2 Chainz)                | 2013 | Colin Tilley                 |
| „Marry Me“                                 | 2013 | Hannah Lux Davis             |
| „Trumpets“                                 | 2013 | Collin Tilley a Jason Derulo |
| „Stupid Love“                              | 2014 | Gil Green                    |
| „Wiggle“ (ft. Snoop Dogg)                  | 2014 | Colin Tilley                 |
| „Want to Want Me“                          | 2015 | Colin Tilley                 |
| „Cheyenne“                                 | 2015 | Syndrome                     |
| „Get Ugly“                                 | 2015 | Syndrome                     |
| „Naked“                                    | 2016 | Bernard Gourley              |
| „If It Ain't Love“                         | 2016 | Jason Derulo a Joe Labisi    |
| „Kiss the Sky“                             | 2016 | Andy Hines                   |
| „Swalla“ (ft. Nicki Minaj a Ty Dolla $ign) | 2017 | Gil Green                    |

### Spolu umělec
| Název                                                  | Rok  | Režisér        |
| ------------------------------------------------------ | ---- | -------------- |
| „Text“ (Mann ft. Jason Derulo)                         | 2010 | Kevin Shulman  |
| „Overnight Celebrity“ (Alyssa Shouse ft. Jason Derulo) | 2010 | Justin Baldoni |
| „Test Drive“ (Jin Akanishi ft. Jason Derulo)           | 2011 | Frank Borin    |
| „Chingalinga“ (Alyxx Dione ft. Jason Derulo)           | 2015 | Dano Cerny     |
| „Secret Love Song“ (Little Mix ft. Jason Derulo)       | 2016 | Frank Borin    |
| „Hello Friday“ (Flo Rida ft. Jason Derulo)             | 2016 | Alex Acosta    |